# White Rabbits (escultoras)

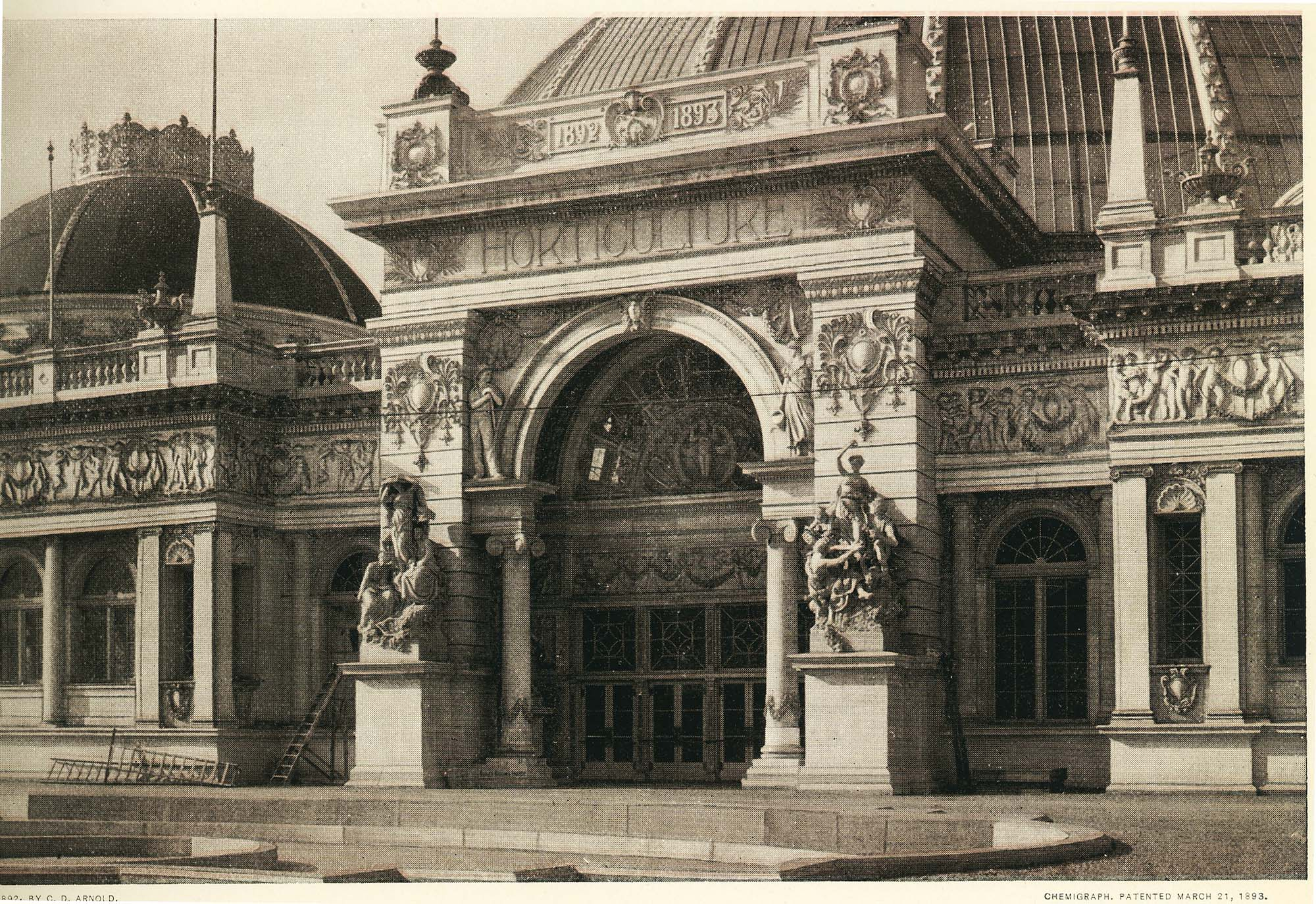
Edificio Horticola

White Rabbits (Conejos Blancos) fue un grupo de escultoras que trabajaron con Lorado Taft en la Exposición Mundial Colombina de 1893.
Al acercarse la fecha de inauguración de la Exposición Universal, Taft se dio cuenta de que no podría completar la decoración a tiempo. Al descubrir que todos los escultores que tenía en mente ya estaban empleados en otros lugares, le preguntó a Daniel Burnham si podía contratar asistentes femeninas, algo que era prácticamente inaudito en ese momento. La respuesta de Burnham fue que Taft podría "contratar a cualquiera, incluso conejos blancos, si pueden hacer el trabajo". Taft, instructor de escultura en el Instituto de Arte de Chicago, tenía muchas estudiantes cualificadas que con frecuencia contrataba, así que llevó a un grupo de asistentes que fueron apodadas "White Rabbits".

## Las escultoras
De sus filas surgirían algunas de las escultoras de más talento y éxito de la siguiente generación. Entre ellas están:
- Julia Bracken (1871-1942)
- Carol Brooks (1871-1944)
- Ellen Rankin Copp (1853-1901)
- Helen Farnsworth (1867-1916)
- Margaret Gerow (cuya carrera artística terminó al casarse con el escultor Alexander Phimister Proctor)
- Mary Lawrence (1868-1945)
- Bessie Potter (1872-1954)
- Janet Scudder (1869-1940)
- Enid Yandell (1870-1934)
- Jean Pond Miner Coburn (1866-1967)
- Zulime Taft

## Obras
Además de su trabajo en el Edificio Hortícola, varias de ellas obtuvieron otros encargos para realizar esculturas en la Exposición. Entre estos encargos estaba la estatua de Colón de Lawrence, colocada frente al edificio administrativo, Daniel Boone de Yandell para el edificio Kentucky, Illinois Greeting the Nations de Bracken en el edificio Illinois y Columbia de Farnsworth para el edificio Wisconsin.